# Ramal do Porto de Aveiro

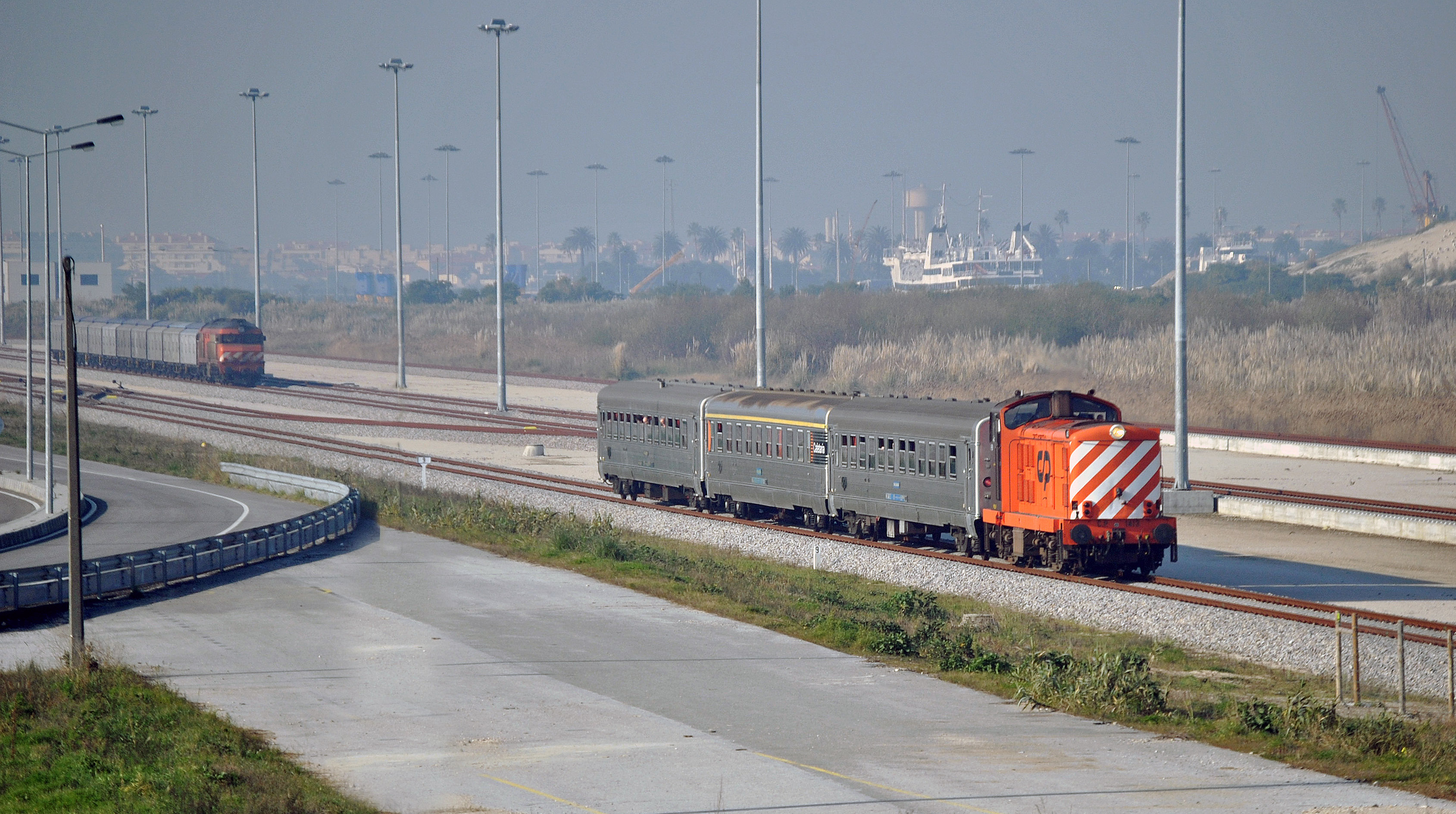
Zona de triagem do Porto de Aveiro.

O Ramal do Porto de Aveiro, também conhecido como Ramal Ferroviário do Porto de Aveiro ou Linha do Porto de Aveiro, é um ramal ferroviário que une a Plataforma Multimodal de Cacia, na Linha do Norte, ao Porto de Aveiro, em Portugal, numa extensão total de aproximadamente 9 km. Entrou ao serviço em Março de 2010.

## Descrição

### Ramal e acessos no interior do Porto
Este ramal liga a Plataforma Multimodal de Cacia, ao km 276,400 da Linha do Norte, a um feixe distribuidor junto ao Porto, com ligações aos terminais portuários. Com uma extensão aproximada de nove quilómetros, em via única electrificada, possibilita a circulação de composições a velocidades não superiores a 60 km/h, com uma carga máxima de 25 toneladas por eixo.
O traçado acompanha paralelamente a Auto-Estrada 25 (A25), e o interceptor do Sistema Integrado Multimunicipal de Recolha, Tratamento e Rejeição dos Efluentes Líquidos da Ria de Aveiro (SIMRIA). Cruza os Canais da Esgueira, São Roque e das Pirâmides, e o Rio Bouco. As obras de arte são compostas pelo Viaduto Nascente de Acesso à Ponte das Pirâmides, com 2823 metros de extensão, o Viaduto Poente de Acesso à Ponte das Pirâmides, com 976 metros, a Ponte das Pirâmides, com 175 metros, e a Ponte da Gafanha, com 197 metros.

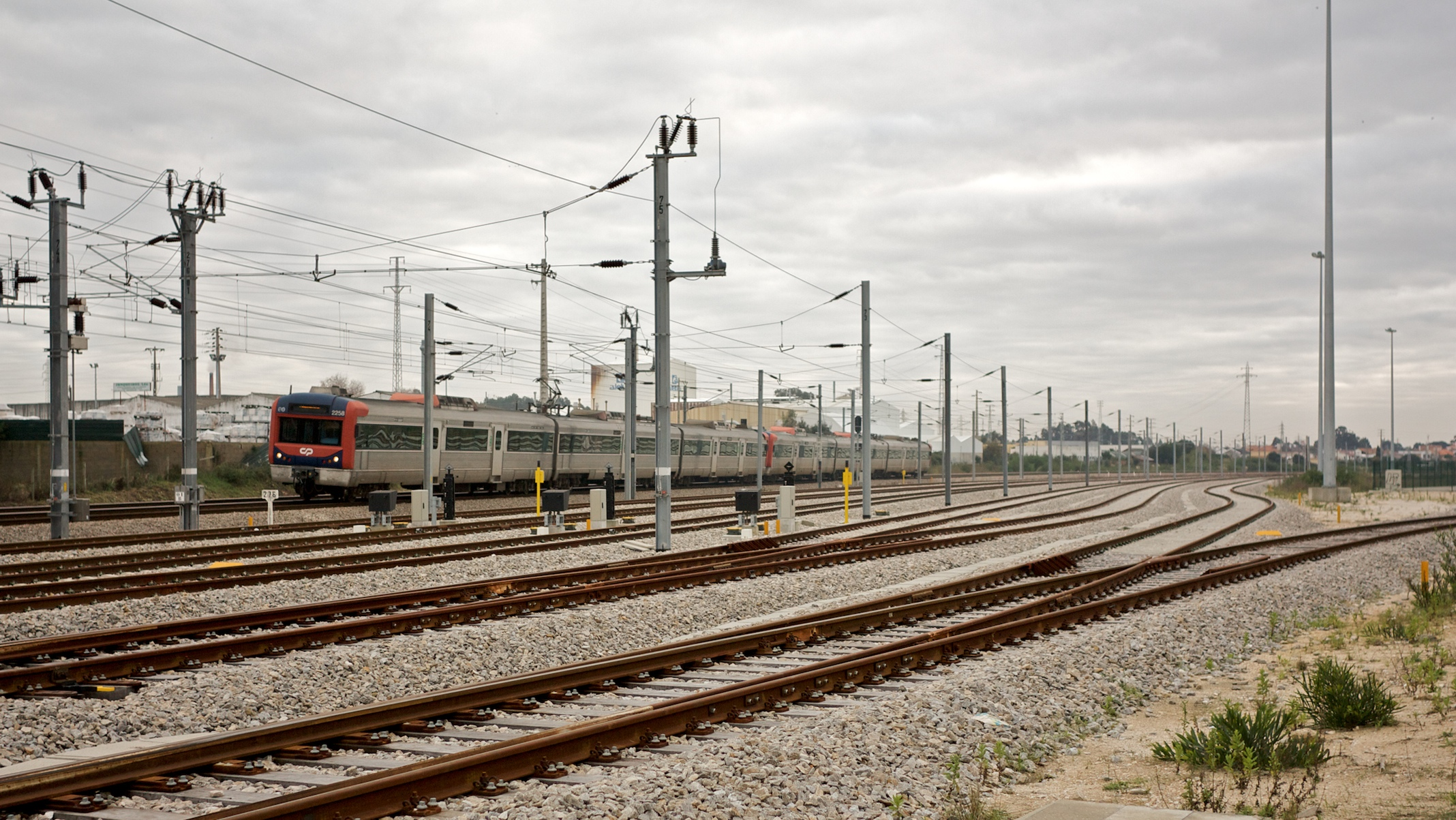
Plataforma Multimodal de Cacia, em 2009.

### Plataforma Logística Portuária de Cacia
A Plataforma Logística Portuária de Cacia, também conhecida como Plataforma Multimodal de Cacia, apresenta-se como uma interface entre a Linha do Norte e o Ramal, de forma a escoar e regular o movimento de mercadorias de e para o Porto. Este terminal, com uma área total de 9,8 hectares, estando seis reservados às actividades logísticas e operações de carga e descarga de mercadorias por via ferroviária, inclui um feixe para receção e expedição de composições, e um feixe de linhas de carga e descarga, para intermodalidade rodo-ferroviária; das oito vias, três já se encontravam electrificadas em 2009. A Plataforma de Cacia assume-se como a primeira infra-estrutura, do projecto Portugal Logístico, a deter condições de operacionalidade.

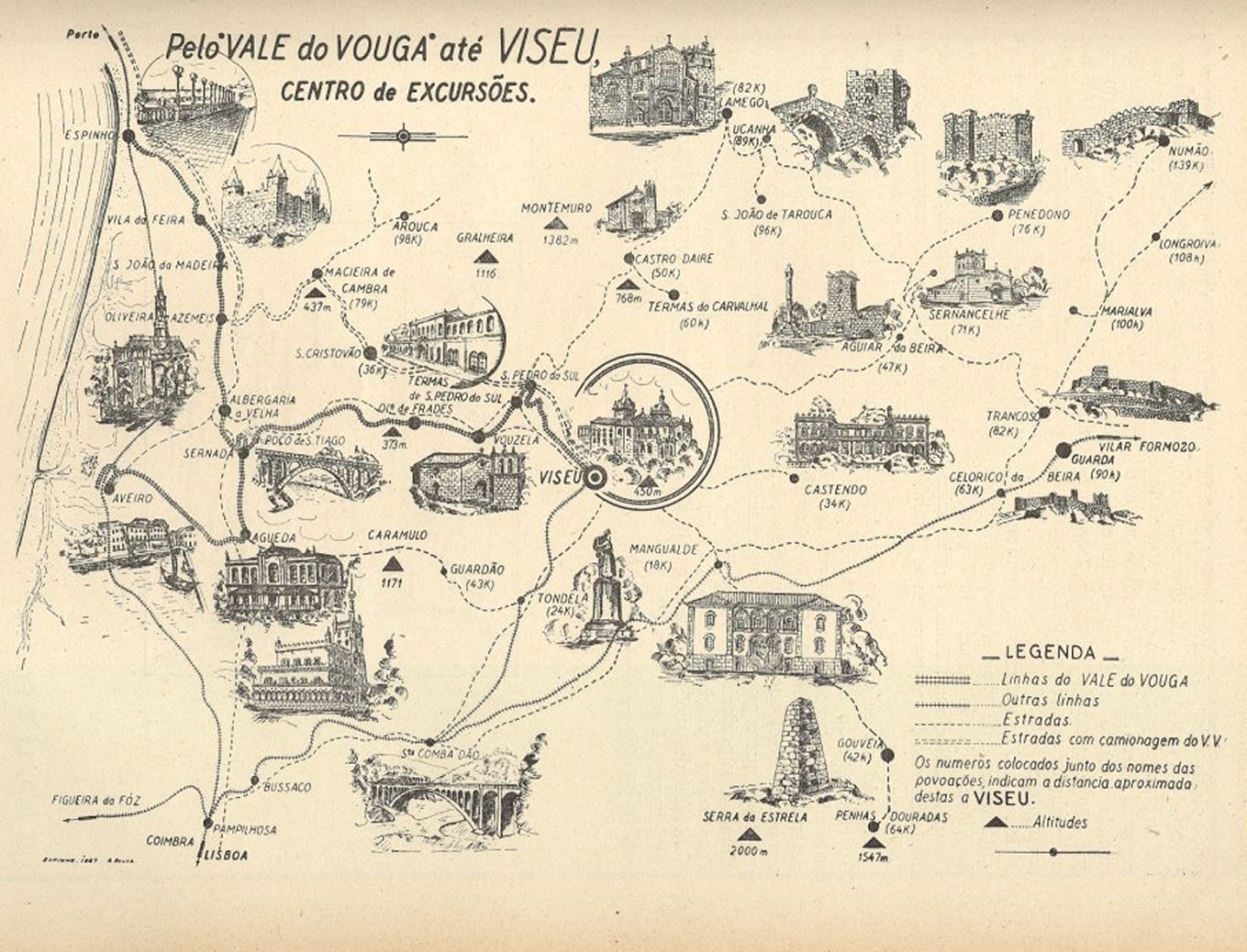
Mapa da rede dos caminhos de ferro do Vouga em 1944, incluindo o ramal de Aveiro-Mar.

## História

### Antecedentes
Ao longo da evolução da rede ferroviária em Portugal, verificou-se uma baixa prioridade na ligações por via férrea aos portos marítimos. Isto causou graves entraves ao desenvolvimento da capacidade portuária nacional, uma vez que os terminais estavam dependentes das comunicações terrestres para atingir uma zona de influência considerável. Esta situação verificou-se igualmente em Aveiro, cuja barra foi inaugurada em 1808, embora não tenham sido construídas quaisquer ligações ferroviárias à ria aquando da inauguração da Linha do Norte. Desta forma, o sal e outros materiais tinham de ser transportados em carros de tracção animal até à estação ferroviária, num percurso de cerca de dois quilómetros. Posteriormente, foram construídas duas linhas férreas até à ria: o Ramal do Canal de São Roque, de via larga, e o Ramal de Aveiro-Mar, de via estreita. O Ramal de Aveiro-Mar ainda foi utilizado para o transporte de materiais, durante as obras da barra de Aveiro.
A construção de uma ligação ferroviária ao Porto de Aveiro já era pedida, pelo menos, desde a década de 1970.

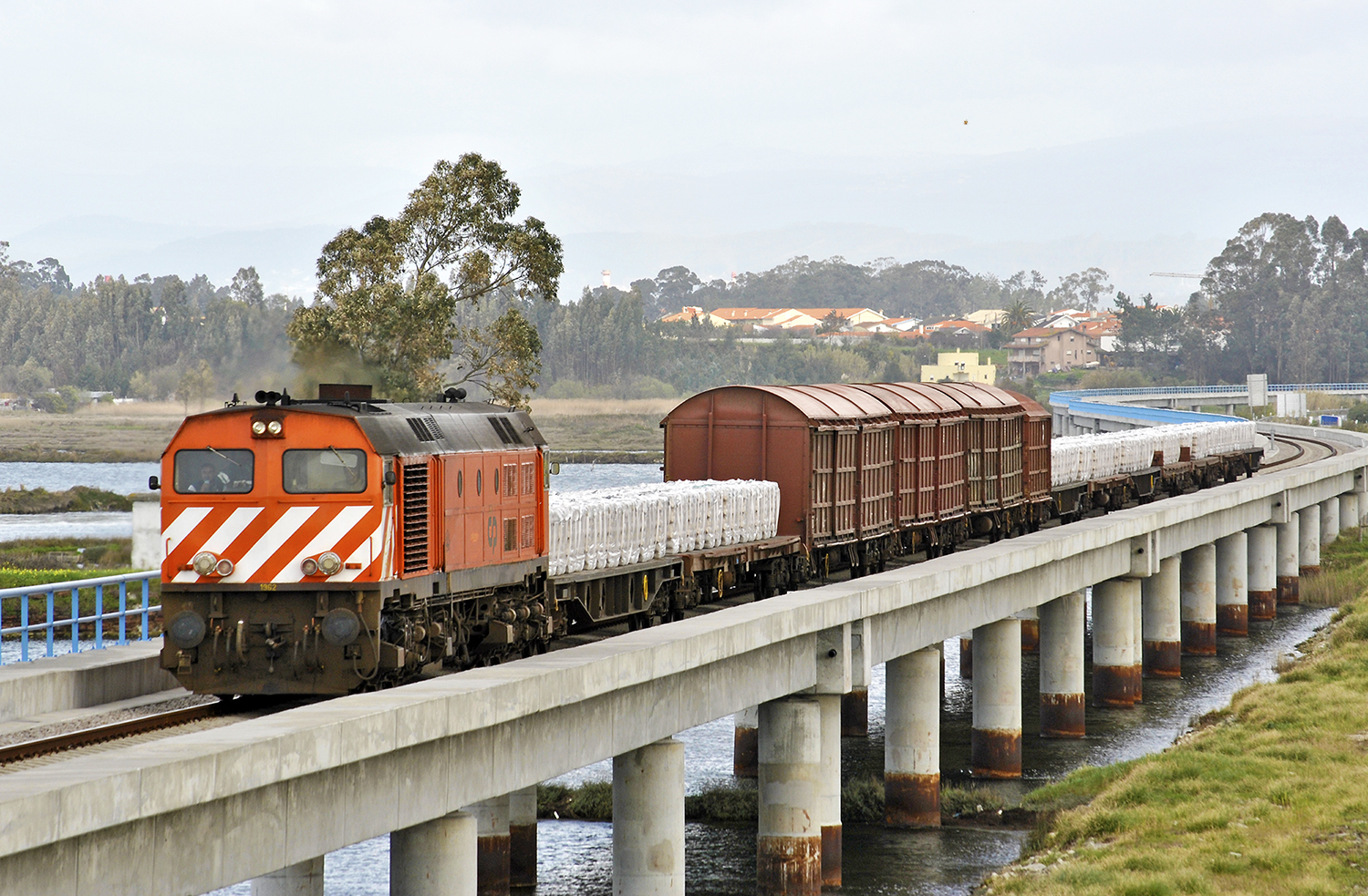
Viaduto do Ramal do Porto de Aveiro.

### Discussão e planeamento
Em Novembro de 2000, o presidente da Câmara Municipal de Aveiro, Alberto Souto, foi recebido pelo secretário de Estado dos Transportes Terrestres, tendo-lhe sido apresentado um estudo da Rede Ferroviária Nacional para uma ligação ferroviária ao Porto de Aveiro. Neste estudo, contemplava-se um traçado da via férrea paralelo ao IP5, e um atravessamento na zona das Pirâmides que se adequasse mais ao aproveitamento urbano previsto no âmbito da reabilitação da antiga lota, entre outras medidas de redução do impacto do ramal. Aberto Souto discordou deste projecto, tendo afirmado que o Plano Director Municipal, elaborado em 1995, não contemplava a criação de um canal para a passagem de uma via férrea, e que a construção deste troço iria trazer várias implicações em termos ambientais e nos projectos de reabilitação da antiga lota e no parque temático Europa dos Pequenitos. Também acusou a operadora Caminhos de Ferro Portugueses (actualmente Comboios de Portugal) de ter abandonado o projecto, para investir na Linha do Norte. Este projecto também era oposto pelo Instituto de Estradas de Portugal e da Lusoscut, concessionária da manutenção do IP5. Por outro lado, a Administração do Porto a e Câmara Municipal de Ílhavo defenderam o projecto, temendo que a discussão impossibilitasse a  candidatura do ramal aos fundos comunitários.
No final de Março de 2001, um comissão interministrial, formada para analisar um percurso alternativo para o ramal do Porto de Aveiro, entregou o seu relatório ao Ministério do Equipamento Social.
Em Setembro de 2004, previu-se que o projecto original para o Ramal, depois de sujeito a várias alterações, fosse entregue para avaliação de impacte ambiental até ao final desse ano. Segundo vários responsáveis do Ministério do Ambiente, que se deslocaram a Aveiro em 13 de Outubro de 2005 no âmbito do Estudo de Impacte Ambiental, a Declaração de Impacte Ambiental seria entregue em Novembro do mesmo ano. Com efeito, este documento foi entregue no dia 30 de Novembro, com parecer favorável, embora tenha apontado vários impactos negativos inevitáveis, como a ocupação dos solos, aumento da pressão humana sobre os ecossistemas, dificultação nos acessos a áreas agrícolas na zona, e o aumento de poeiras e de ruído; o ponto considerado mais sensível, em termos ambientais, foi a passagem sobre o Canal das Pirâmides.
Em 2005, previa-se que o ramal teria uma extensão de aproximadamente nove quilómetros, e o investimento atingiria cerca de 68,5 milhões de Euros, dos quais 56,5 milhões seriam para o ramal de acesso.
Em Janeiro de 2006, a Secretária de Estado dos Transportes, Ana Paula Vitorino, autorizou o início dos processos de expropriação de terrenos, para a construção do ramal, e em 11 de Setembro, afirmou que o concurso para a construção do Ramal ia iniciar-se até ao final desse mês, e que o concurso para a construção da Plataforma Multimodal de Cacia estava na fase final de selecção. Calculou, ainda, que a construção do Ramal estaria concluída até aos finais de 2008 ou princípios de 2009. Em finais de 2006, o percurso planeado para o ramal foi criticado por Raul Martins, antigo presidente da Administração do Porto de Aveiro, que afirmou que a construção do viaduto entre o terminal em Cacia e a Rotunda das Pirâmides iria criar uma barreira arquitectónica e visual sobre as marinhas, e impossibilitaria uma futura utilidade como metropolitano de superfície. Apresentou, assim, uma reclamação junto da Rede Ferroviária Nacional e da Somague, por forma a que este troço seja fosse construído em aterro. Em resposta, o presidente da Rede Ferroviária Nacional, Luís Filipe Pardal, declarou que não existiam condições para substituir o viaduto por um aterro, e que a alteração implicaria a criação de novos estudos sobre os impactos ambientais; por outro lado, a solução em viaduto asseguraria as condições de segurança da conduta de saneamento da SIMRIA, a uma distância de 25 metros da via férrea. Em 10 de Outubro de 2006, o projecto foi reconhecido como de utilidade pública municipal, pela Assembleia Municipal de Aveiro.
Em Abril de 2007, Ana Paula Vitorino, previu que a construção da Plataforma Multimodal de Cacia estivesse terminada em 2008, e o Ramal do Porto, que nessa altura se encontrava em fase de adjudicação, em 2009; calculou, igualmente, que o Ramal iria ser ligado à linha mista de velocidade elevada entre Aveiro e Salamanca, que se encontrava prevista no âmbito da Rede Ferroviária de Alta Velocidade.
Em Novembro de 2008, na sequência de uma nova proposta por parte de Raul Martins para alterar o traçado do Ramal, de forma a minimizar o impacto paisagístico, a Rede Ferroviária Nacional anunciou que não iria modificar o projecto, mantendo a passagem da via junto às marinhas. Esta recusa foi fundamentada por Luís Filipe Pardal na necessidade de criar novos estudos e licenciamentos ambientais, o que seria infrutífero devido ao facto de se considerar que os planos já realizados para o traçado seriam os mais correctos. Por outro lado, o presidente da Rede Ferroviária Nacional também referiu o facto do Ramal ter sido planeado apenas para tráfego de mercadorias, pelo que a construção de uma estação não seria considerada.

### Construção

#### Plataforma Logística Portuária de Cacia
A construção da Plataforma Multimodal de Cacia foi consignada pela REFER em 11 de Janeiro de 2007; em Novembro do ano seguinte, já se encontrava em construção, tendo sido inaugurada a 20 de Fevereiro de 2009, com a presença do Primeiro-Ministro, José Sócrates, o Ministro dos Transportes, Obras Públicas e Comunicações, e a Secretária de Estado dos Transportes.
No dia 3 de Abril de 2009 a REFER e a APA – Administração do Porto de Aveiro celebraram um contrato de concessão que permite à APA o uso privativo de uma área integrante da Plataforma Logística de Aveiro/Plataforma Multimodal de Cacia, destinada à instalação e exploração de actividades logísticas que utilizem, preferencialmente, o transporte ferroviário.
Este novo pólo começou a receber comboios de clínquer no dia 18 de Maio de 2009: uma composição do operador Takargo chegou a Cacia com 34 contentores da CIMPOR – Cimentos de Portugal, que foram descarregados e encaminhados para o porto, para exportação por via marítima.

#### Ramal e acessos no interior do Porto
A construção do Ramal e dos acessos no interior do Porto foi dividida em três fases distintas:

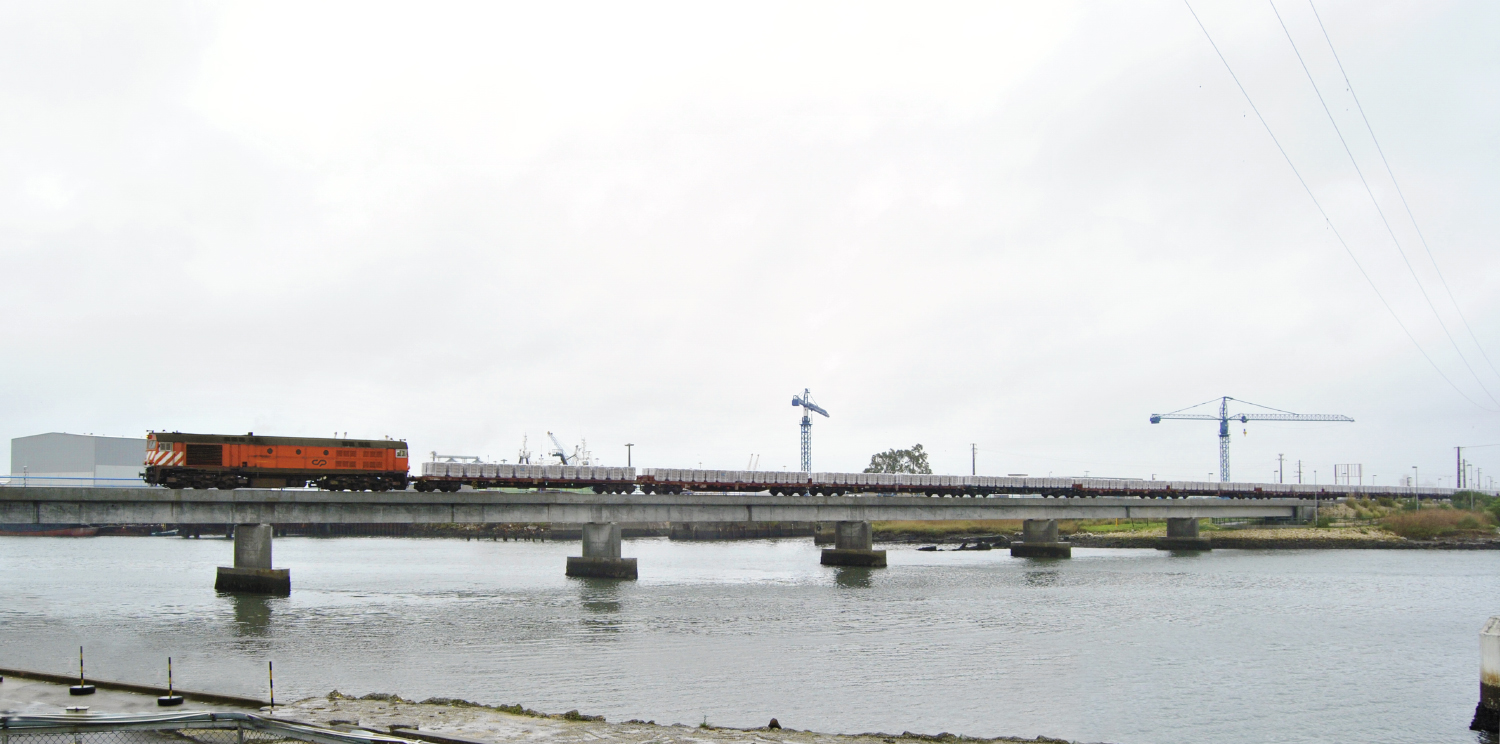
Ponte da Gafanha, em 2013.

##### Primeira fase
Em Setembro de 2007, a empreitada da primeira fase de construção foi adjudicada, após concurso público internacional, à empresa Somague Engenharia S.A., pelo valor de 27.793.297,74 euros. Esta empreitada, com um prazo de execução de 730 dias, debruçou-se sobre o troço entre a Plataforma Multimodal de Cacia e o Viaduto de Acesso à Ponte da Gafanha, inclusive.

##### Segunda fase

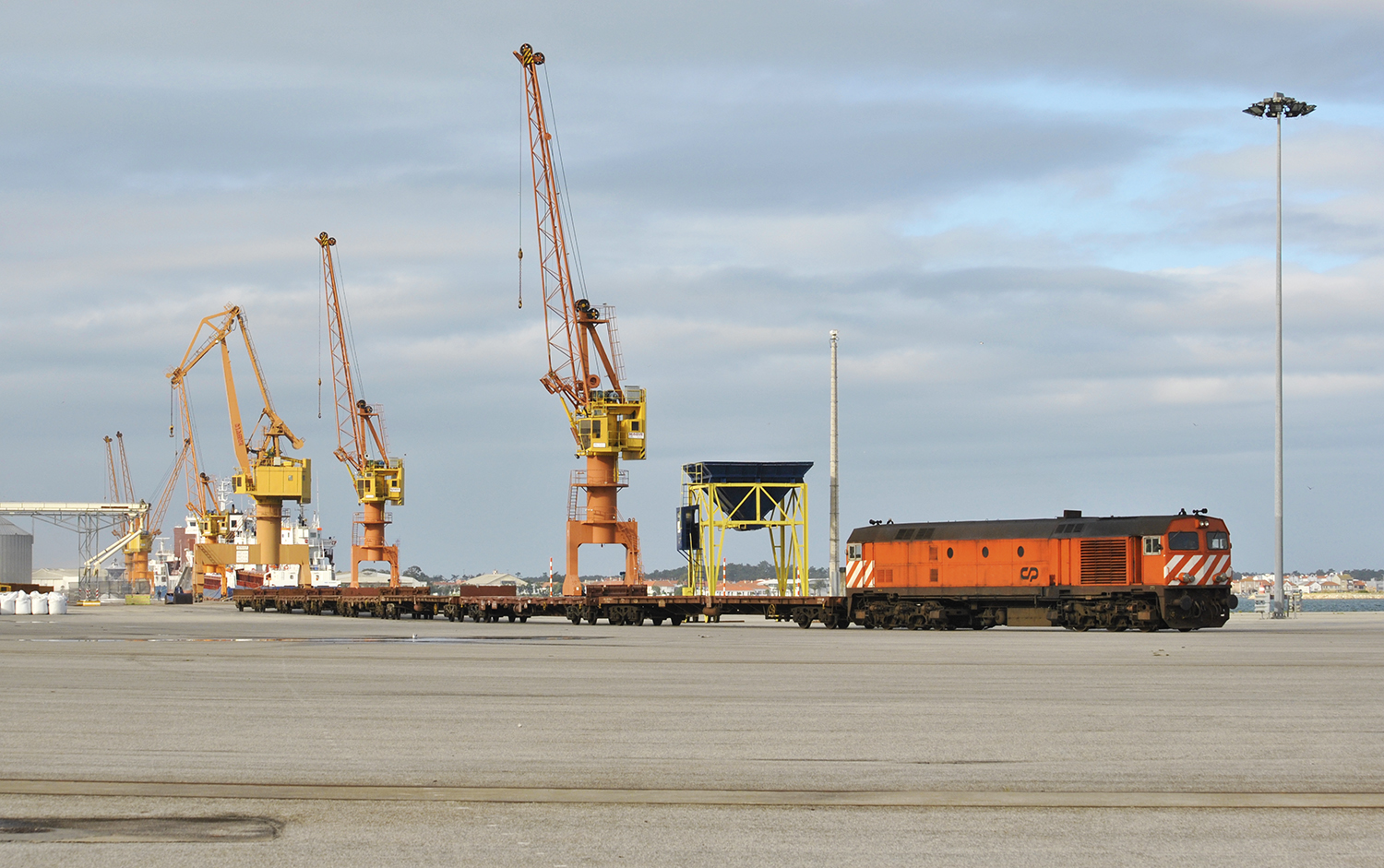
Via férrea no Terminal Norte, em 2013.

A 29 de Fevereiro de 2008, abriu-se o concurso concurso público internacional para a segunda fase da construção; a empreitada foi adjudicada à empresa Obrecol – Obras e Construções, SA, pelo valor de 9 950 000,00 Euros, tendo um prazo de execução de 510 dias. Esta fase debruçou-se sobre a ligação entre o Viaduto de Acesso à Ponte da Gafanha (exclusive) e o Porto de Aveiro, e envolveu as seguintes obras: Construção da plataforma de suporte da via-férrea, entre o km 6+500 e o km 8+800 (entrada no Porto), para circulação de composições de mercadorias com carga máxima por eixo de 25 toneladas e com a velocidade de projecto de 60 km/h; construção das plataformas dos feixes ferroviários no interior do Porto, com o propósito de servir os terminais específicos do sector comercial; e construção de uma via de cintura portuária, de tipologia rodoviária, com cerca de 3710 metros de extensão, de forma a reduzir os constrangimentos no acesso à zona dos pequenos estaleiros e envolvente do Terminal Sul do sector comercial do Porto.

##### Terceira fase
No dia 31 de Agosto de 2009, teve lugar a consignação da empreitada da terceira fase do projecto, que consistiu na instalação da super estrutura de via na plataforma ferroviária, já construída nas duas fases anteriores, com recurso a via balastrada e a via betonada, e nos acessos aos terminais, já edificados, no interior da área portuária. Depois de um concurso público, a obra foi entregue ao consórcio Ferrovias e Construções, SA / Somafel–Engenharia e Obras Ferroviárias por 3 712 041,44 euros, com um prazo de execução de 120 dias. Os materiais de via, fornecidos pela Rede Ferroviária Nacional, foram avaliados em cerca de 3,3 milhões de euros. Previa-se que o tráfego ferroviário podia ser iniciado imediatamente após o término da construção do Ramal.
Em Setembro de 2009, o presidente da administração do Porto, José Luís Cacho, assegurou que a empreitada estava a decorrer normalmente, prevendo que a construção deste ramal estaria completada até Novembro desse ano, de acordo com calendário previsto para esta obra. Durante uma visita à obra, o ministro das Obras Públicas, Transportes e Comunicações, Mário Lino, previu que este empreendimento estaria concluído até ao final do ano. Neste mês, calculou-se que a construção da ligação ferroviária e da Plataforma Multimodal de Cacia corresponderia a um investimento total de 85 milhões de euros.
Em Novembro de 2009, José Luís Cacho afirmou que a construção do Ramal estaria terminada em Dezembro desse ano, iniciando-se a exploração ferroviária em Janeiro de 2010; assegurou, igualmente, que o projecto estaria dentro do orçamento previsto, sem se verificarem derrapagens financeiras Em Dezembro de 2009, a Rede Ferroviária Nacional confirmou que as obras terminariam nesse mês, e que a circulação ferroviária se iniciaria em Janeiro, após se efectuarem vários testes de carga.
No entanto, em Janeiro, o ministro das Obras Públicas, António Mendonça, revelou, durante uma visita ao local, que a exploração do ramal só iria arrancar a partir de Março desse ano.
A construção demorou aproximadamente 30 meses, o que foi considerado como tempo recorde.
Durante a obra, verificaram-se dois acidentes de trabalho, ambos sem gravidade.

#### Investimento e Financiamento
O Projecto da Ligação Ferroviária ao Porto de Aveiro foi objecto de co-financiamento pelo FEDER – Fundo europeu de Desenvolvimento Regional no âmbito do POAT – Programa Operacional de Acessibilidades e Transportes, QCA III – Quadro Comunitário de Apoio III, tendo sido também incluído num contrato de financiamento celebrado com o BEI em 10 de Setembro de 2009.

### Viagem inaugural e abertura ao serviço

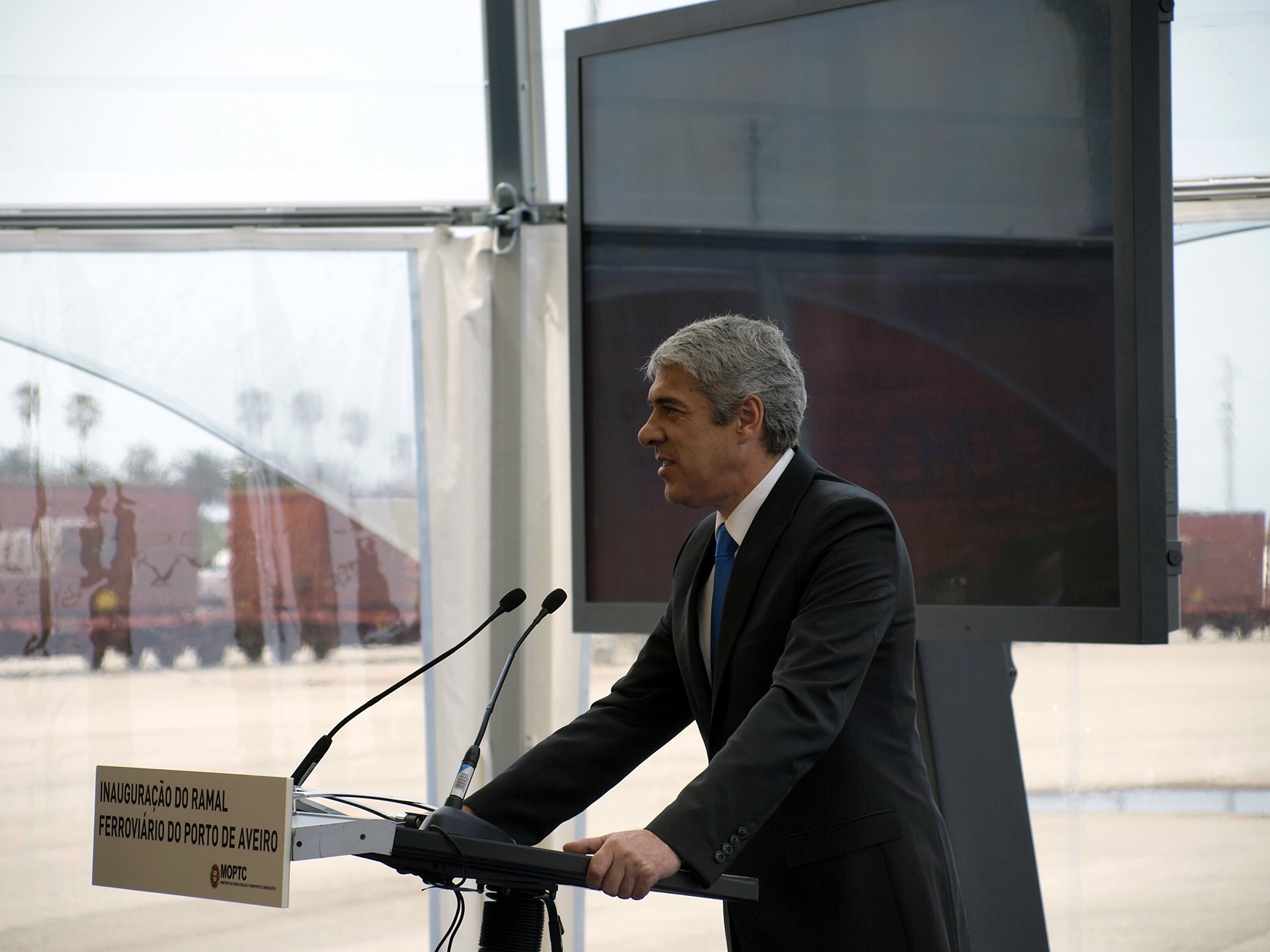
Cerimónia de inauguração do Ramal do Porto de Aveiro. Discurso do Primeiro-Ministro, José Sócrates

A viagem inaugural foi efectuada em 23 de Janeiro de 2010, numa composição especial que transportou várias dezenas de crianças e jovens ao longo de todo o Ramal.
A exploração comercial do Ramal iniciou-se na primeira semana de Março, em regime experimental, não se tendo verificado quaisquer problemas nas operações, apesar da via ainda estar a ser calibrada. A primeira composição, com 220 m de comprimento e 740 t de peso bruto, transportou para o terminal portuário uma carga de pasta de papel branqueada, originária da fábrica Celtejo, em Vila Velha de Ródão.
A inauguração oficial deu-se no dia 27 de Março de 2010, com a presença do primeiro-ministro, José Sócrates, e do ministro das Obras Públicas, António Mendonça. A cerimónia incluiu uma viagem entre a Estação Ferroviária de Aveiro e a área portuária, passando pela Plataforma Multimodal de Cacia, a bordo de duas automotoras da Série 0450 da operadora Comboios de Portugal.

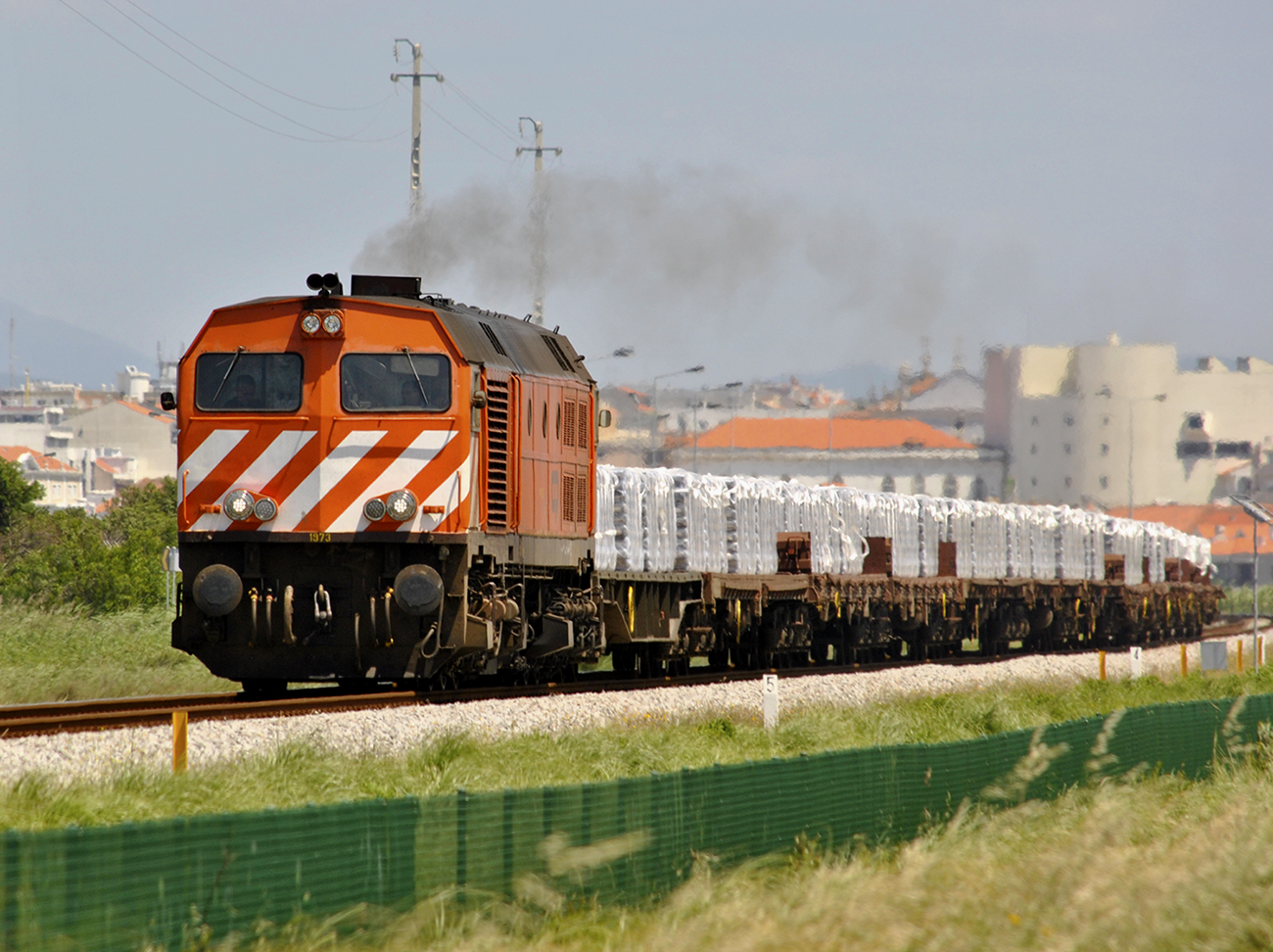
Comboio de cimento com destino ao porto de Aveiro, em 2013.

### Movimento de mercadorias
As estatísticas reveladas pela administração do Porto de Aveiro indicaram que passaram pelo ramal, nos primeiros oito meses de 2010, 123 mil toneladas de mercadorias, tendo, em média, por dia, três composições feito este percurso; o reduzido movimento verificado levou a que, em Dezembro de 2010, Manuel António Coimbra, do Partido Social Democrata, tivesse questionado a validade desta ligação ferroviária.
Após um ano em funcionamento, verificou-se um movimento de cerca de 200 mil toneladas pelo ramal, o que correspondeu a 7400 camiões retirados das estradas. Entre as mercadorias transportadas, 88% foram destinadas à exportação pelo porto, principalmente para o Norte de África, Cabo Verde, e o Norte da Europa. Continuou-se a média de três composições por dia, sendo os principais produtos transportados o cimento, conglomerado de madeira, cereais, e pasta de papel. Os efeitos positivos da abertura ao serviço desta infra-estrutura superaram as expectativas, tendo aumentado consideravelmente a área de influência desta área portuária, até à região de Castela e Leão, reduzido os custos logísticos das exportações, e melhorado as capacidades de transporte das empresas exportadoras.
Em Julho de 2020, a empresa britânica Aethel Partners, proprietária das Minas de Ferro de Torre de Moncorvo, informou que iria em breve iniciar o transporte de minério por caminho de ferro entre o Pocinho e o Porto de Leixões, estando também a ponderar a utilização dos portos de Aveiro e de Sines.

## Objectivos e impacto do projecto
Segundo a Rede Ferroviária Nacional, este projecto possuía uma importância a nível local, regional e nacional em termos de transporte de mercadorias, e aumentou a competitividade da área portuária. Por seu lado, José Luís Cacho afirma que o ramal ferroviário será o motor do desenvolvimento do porto durante vários anos, trazendo novas cargas e alargando a sua área de influência, como a comunidade autónoma de Castela e Leão. Previu, igualmente, que o movimento de mercadorias pelo ramal poderia atingir as 600 mil toneladas, ou seja, cerca de três composições por dia.
Esta ligação ferroviária possibilita que o Porto passe a oferecer serviços intermodais de transporte, aumentando a sua integração na Rede Transeuropeia de Transportes. Espera-se, igualmente, que se iniciem ou reforcem os movimentos de produtos agro-alimentares, carga em contentores, e de granéis líquidos e sólidos.
Ana Paula Vitorino, Secretária de Estado dos Transportes, estimou que cerca de 15 por cento do tráfego de mercadorias que é feito por via rodoviária passe passe a ser efectuada pelo transporte ferroviário, valor que poderá aumentar para os 40 por cento com as mercadorias transportadas na área abrangida pelo Porto de Aveiro, até Espanha.

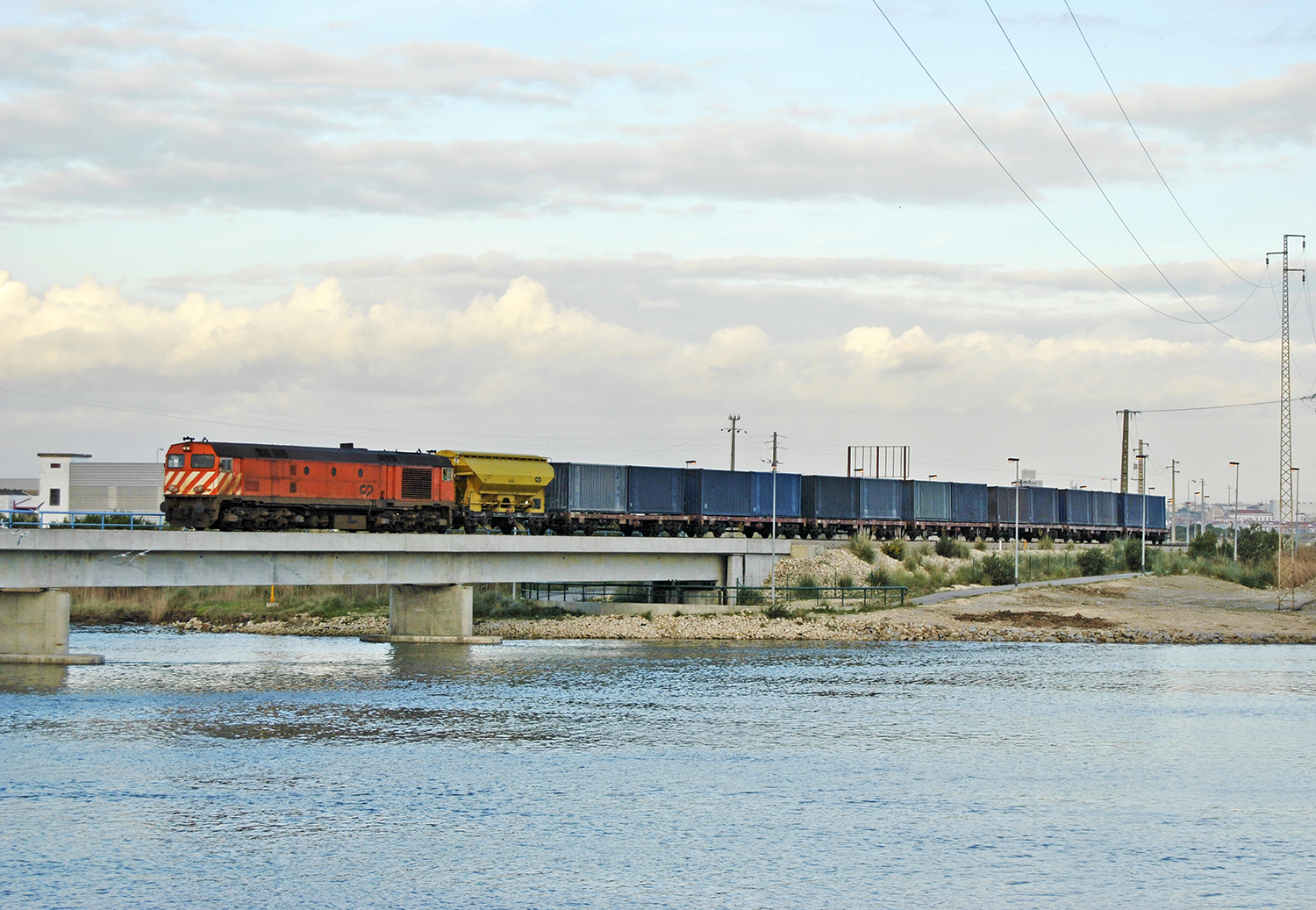
Ponte da Gafanha, em 2014. No centro da fotografia está o acesso pedonal ao terminal Sul.

## Críticas ao projecto
A construção do Ramal obstruiu várias vias rodoviárias, utilizadas por trabalhadores de empresas situadas no Terminal Sul da área portuária, pelo que foi construído um acesso alternativo. No entanto, os utentes criticam o facto deste acesso forçar o tráfego rodoviário a percorrer uma distância mais longa, e propõem que uma via inferior, que está a ser projectada para peões, possa ser adaptada para uso de veículos ligeiros.
A construção da ligação ferroviária ditou a demolição de parte de uma passagem superior pedonal sobre a A25, que é utilizada no acesso às marinhas de sal; prevê-se que as obras de reparação se iniciem em Setembro de 2010.
Várias famílias, que foram realojadas na Gafanha da Nazaré devido à construção da ligação ferroviária, queixaram-se, em Março de 2010, da falta de acessibilidades; o Conselho de Administração do Porto de Aveiro, declarou, na altura, encontrar-se a estudar a situação, de forma a encontrar uma solução para este problema.
Verificaram-se, igualmente, várias críticas ao enquadramento e impacto visual deste projecto.

## Leitura recomendada
- Ligação Ferroviária ao Porto de Aveiro. Lisboa: Rede Ferroviária Nacional. 2009. ISBN 978-972-98557-6-4